# آبشار سانجی
آبشار سانجی (به لاتین: Sanjō Falls) یک آبشار در ژاپن است که در هینوئماتا، فوکوشیما واقع شده‌است.